# Элфвин Харальдссон
Элфвин Харальдссон (Ælfwine Haroldsson) — скорее всего был незаконнорождённым сыном короля Англии Гарольда I. Вероятно он родился либо в начале 1030-х годов в Скандинавии, либо после 1035 года в Англии. Он фигурирует в картулярии начала XII века из монастыря Сент-Фуа в Конке в Аквитании как Альбойн (родственник Элфвина), наряду с записями, что он родился в Лондоне и был сыном короля Герольда (латинизированная версия имени Гарольд) и один Альвева («Эльфгифу» латинизировано). Также отмечается, что он прибыл в Конк в 1060 году с паломничеством и убедил местные власти восстановить церковь и сделать его настоятелем. После внезапной смерти Гарольда 17 марта 1040 года Эльфвин, скорее всего, остался на попечении своей неизвестной матери или даже своей могущественной и влиятельной бабушки Эльфгифу из Нортгемптона, которая, возможно, ошибочно названа его матерью, а не бабушкой. Он не претендовал на английский трон. О нём мало что известно, но считается, что он умер в 1070-х или 1080-х годах. Он был внуком Кнуда Великого.